# Episodi di Hot in Cleveland (seconda stagione)
La seconda stagione della serie televisiva Hot in Cleveland, composta da 22 episodi, è stata trasmessa dal 19 gennaio al 31 agosto 2011 sul canale televisivo statunitense TV Land.
Il diciannovesimo episodio della serie, Risate sul set (Too Hot for TV), non è un vero e proprio episodio, ma uno speciale con gli errori del cast durante le riprese della seconda serie.
In Italia è stata trasmessa dal 26 agosto 2011 al 7 gennaio 2012 su Fox Life.
| nº | Titolo originale                   | Titolo italiano                | Prima TV USA     | Prima TV Italia   |
| -- | ---------------------------------- | ------------------------------ | ---------------- | ----------------- |
| 1  | Free Elka                          | Il mercatino dell'usato        | 19 gennaio 2011  | 26 agosto 2011    |
| 2  | Bad Bromance                       | Presentazioni ufficiali        | 26 gennaio 2011  | 26 agosto 2011    |
| 3  | Hot For Layer                      | L'avvocato di Elka             | 2 febbraio 2011  | 2 settembre 2011  |
| 4  | Sisterhood of the Traveling SPANX  | Quattro amiche e... una guaina | 9 febbraio 2011  | 9 settembre 2011  |
| 5  | I Love Lucci (Part 1)              | Hot in Los Angeles (1ª parte)  | 16 febbraio 2011 | 16 settembre 2011 |
| 6  | I Love Lucci (Part 2)              | Hot in Los Angeles (2ª parte)  | 23 febbraio 2011 | 23 settembre 2011 |
| 7  | Dog Tricks, Sex Flicks & Joy's Fix | Confessioni                    | 2 marzo 2011     | 30 settembre 2011 |
| 8  | LeBron is Le Gone                  | L'allenatore di basket         | 9 marzo 2011     | 7 ottobre 2011    |
| 9  | Elka's Snowbird                    | Alla larga dalle prime mogli   | 16 marzo 2011    | 14 ottobre 2011   |
| 10 | Law & Elka                         | Lo scandalo del sopracciglio   | 23 marzo 2011    | 21 ottobre 2011   |
| 11 | Where's Elka?                      | Dov'è Elka?                    | 15 giugno 2011   | 9 novembre 2011   |
| 12 | How I Met My Mother                | Scambi d'identità              | 22 giugno 2011   | 16 novembre 2011  |
| 13 | Unseperated at Birth               | Buon Noncompleanno!            | 29 giugno 2011   | 23 novembre 2011  |
| 14 | Battle of the Bands                | La sfida di canto              | 6 luglio 2011    | 30 novembre 2011  |
| 15 | Love Thy Neighbor                  | Il provino                     | 13 luglio 2011   | 7 dicembre 2011   |
| 16 | Dancing Queens                     | Gara di drag queen             | 20 luglio 2011   | 14 dicembre 2011  |
| 17 | The Emmy Show                      | Lo scapolo d'oro               | 27 luglio 2011   | 21 dicembre 2011  |
| 18 | Arch Enemies                       | Arcinemici                     | 3 agosto 2011    | 21 dicembre 2011  |
| 19 | Too Hot for TV                     | Risate sul set                 | 10 agosto 2011   | 28 dicembre 2011  |
| 20 | Indecent Proposals                 | Proposte... indecenti          | 17 agosto 2011   | 28 dicembre 2011  |
| 21 | Bridezelka                         | Un matrimonio da sogno         | 24 agosto 2011   | 4 gennaio 2012    |
| 22 | Elka's Big Day                     | Una notte da leonesse          | 31 agosto 2011   | 7 gennaio 2012    |